# Große Birjussa
Die Große Birjussa (russisch Большая Бирюса, Bolschaja Birjussa) ist der 182 km lange linke Quellfluss der Birjussa in der Oblast Irkutsk im asiatischen Teil Russlands.

## Verlauf
Die Große Birjussa entspringt im Ostsajan auf einer Höhe von etwa 2100 m. Sie fließt anfangs 35 Kilometer nach Norden und wendet sich im Anschluss nach Nordosten. Die Große Birjussa trifft schließlich auf einer Höhe von etwa 590 m auf die weiter östlich fließende Kleine Birjussa, mit der sie sich zur Birjussa vereinigt. Ein größerer Nebenfluss ist die Schelma (41 km lang) von rechts.

## Einzugsgebiet
Die Große Birjussa entwässert ein 2500 km² großes Gebiet in den nördlichen Ausläufern des Ostsajan-Gebirges. Das Einzugsgebiet grenzt im Osten an das der Kleinen Birjussa, im äußersten Südosten an das der Uda (im Unterlauf Tschuna) sowie im Westen an das des Tagul. Das Einzugsgebiet erreicht im äußersten Süden eine maximale Höhe von 2461 m. Am Flusslauf der Großen Birjussa und an deren Zuflüssen wurde zumindest in der Vergangenheit Bergbau betrieben.